# 今西憲之
今西憲之（いまにし のりゆき、1966年5月 - ）は、ジャーナリストを称する日本の執筆者。大阪府生まれ・在住。主に朝日新聞系列の出版媒体で活動。学術的経歴は公表しておらず、少なくとも博士号論文の提出者ではないと推定できることは国会図書館博士論文検索で確認できる。

## 来歴
大阪を拠点に活動するジャーナリスト。週刊朝日などに寄稿している。国が株主で「国策会社」と呼ばれる、整理回収機構（RCC）初代社長、中坊公平元弁護士の不正な回収手法を告発と自著で主張。
2002年、検察庁の裏金告発直前に逮捕された元大阪高検公安部長の三井環と親しく、その告発を週刊朝日などで執筆。三井が収監されるときには「秋霜烈日」の検察バッジを預けられたことを、2010年5月16日にテレビ朝日で放映されたザ・スクープスペシャル 8年目の約束 三井環×鳥越俊太郎で明かす。
2005年、愛媛県警の現職警官として裏金を告発した仙波敏郎とも緊密な関係を有し、告発を展開。その後、仙波が鹿児島県阿久根市の副市長に就任。仙波をスカウトした前阿久根市長・竹原信一の手法を好まない関係者が仙波から離れる中、継続して支援した。
2007年4月、長崎市長が殺害された（長崎市長射殺事件）際、当時の安倍晋三総理との疑惑を報じる記事の執筆に関わったことで、安倍の秘書らから民事訴訟を起こされる。その後、週刊朝日は謝罪し、裁判は和解した。
2010年、郵便不正事件に関係して逮捕された厚生労働省の元局長、村木厚子の刑事裁判では、当初から大阪地検特捜部のずさんな捜査を週刊朝日で連載。村木が無罪判決を受ける前に『私は無実です 検察と闘った厚労省官僚 村木厚子の445日』(朝日新聞出版）を出版する。
2011年3月の福島第一原発事故後、ジャーナリストとして初めて同原発敷地内での取材を継続して行い、週刊朝日に事故現場の生々しい写真を掲載するなど、東京電力本社や日本政府と異なる角度から、内部の詳しい状況を伝えた。
週刊朝日2012年10月26日号に掲載された、佐野眞一と共同執筆した連載記事「ハシシタ 奴の本性」が差別的な内容であるとして人権団体や読者などから激しい抗議が寄せられた（週刊朝日による橋下徹特集記事問題）。今西は当初、Twitterにおいてこの記事に対する応援に感謝するツイートを行っていたが、11月2日〜4日にお詫び行脚と取材でTwitterのチェックがままならないことをツイートした後、この件に触れることはなくなった。ブログでは、同年10月25日に実態は共同執筆ではなく、佐野眞一のカバン持ち、運転手であり、内容は知らなかったが、記事にかかわった責任の一端がある等と述べ謝罪したが、以降はこの件に触れることはなく、翌月にブログを移転させた。

## エピソード
1998年、和歌山毒物カレー事件では、いくつかの著名なスクープの執筆者として報道。犯人として逮捕された林真須美被告や夫の健治とも親しい関係を有し、それを評価したジャーナリストの大谷昭宏が「大阪で今西を知らないマスコミはモグリだ」と述べる。大谷や宮崎学、魚住昭、月刊誌の「創」篠田博之編集長と親交がある。ネットメディアへの露出で「人気を博す」るとされ、週刊朝日UST劇場に頻繁に出演。

## 著書
- 『原子力ムラの陰謀　機密ファイルが暴く闇』 朝日新聞出版、2013年8月 ISBN 978-4023312159
- 『福島原発の真実　最高幹部の独白』 朝日新聞出版、2012年3月 ISBN 978-4023310742
- 『私は無実です 検察と闘った厚労省官僚村木厚子の445日』 朝日新聞出版、2010年9月 ISBN 978-4023308466
- 『闇に消えた1100億円　巨大詐欺・大和都市管財事件国賠の闘い』 花伝社、2010年2月 ISBN 978-4763405654
- 『無法回収　「不良債権ビジネス」の底知れぬ深き闇』 (椎名麻紗枝との共著）講談社、2008年9月 ISBN 978-4062148351
- 『内部告発　権力者に弓を引いた三人の男たち』 鹿砦社、2003年3月 ISBN 978-4846304911
- 『悲しみが勇気となるまで　神戸に刻まれた感涙の30話』 PHP研究所、1995年5月 ISBN 978-4569547756
- 『バイク大震災を走る』朝日新聞社、1995年3月 ISBN 978-4022730343

## 出演
- ラジオフォーラム（ディスクジョッキー）週替わり
- ニューズ・オプエド（NO BORDER）
- デモクラシータイムス（YouTube）